# Hanka Jelínková
Hanka Jelínková, rodným příjmením Svěráková (* 6. února 1961 Praha) je česká spisovatelka, překladatelka, podnikatelka a pedagožka. Jejími rodiči jsou manželé Zdeněk a Božena Svěrákovi. Vystudovala gymnázium a po něm pokračovala ve studiu automatizovaných systémů řízení na Stavební fakultě ČVUT v Praze. Posléze ještě absolvovala pedagogické studium na pražské Karlově univerzitě. Je majitelkou nakladatelství Naše kniha a vlastní též jazykovou školu „The Redbrick House“.

## Dílo
Přeložila tři romány sepsané britským spisovatelem Nickem Hornbym. Je autorkou knih říkanek (první vydala roku 2001) a napsala též pohádku pojmenovanou Šimon a štěňátko Bára. Spolupracovala také s ilustrátorkou Věrou Faltovou a spolu vydaly abecedu pro děti.